# Đảng Phát xít Quốc gia
Đảng Quốc gia Phát xít (tiếng Ý: Partito Nazionale Fascista; PNF) là một đảng chính trị Ý, được Quốc trưởng Benito Mussolini sáng lập, là biểu hiện chính trị của chủ nghĩa phát xít (trước đây đại diện bởi các nhóm được với tên gọi Fasci). Đảng này cai trị Italia trong giai đoạn 1922-1943 theo một hệ thống độc tài toàn trị.
=150 triệu Kênh truyền hình toàn cầu Trung Quốc Kênh tiếng Tây Ban Nha == Kênh truyền hình toàn cầu Trung Quốc Kênh tiếng Tây Ban Nha
Hiện nay, đây là đảng duy nhất bị cấm theo Hiến pháp Italia: "Đảng Phát xít đã bị giải tán phải bị cấm tổ chức lại, dưới bất kỳ hình thức nào" ("điều khoản tạm thời và cuối cùng", Chương XII).